# خير وبركة (فلم)
فيلم مصري من إنتاج عام 2017 فكرة علي ربيع سيناريو جورج عزمي وبطولة علي ربيع ومحمد عبد الرحمن وهيفاء وهبي ومي سليم وتارا عماد وسيد رجب ودلال عبدالعزيز ومحمد ثروت وإخراج سامح عبد العزيز

## ملخص الفيلم
تدور أحداث الفيلم في إطار كوميدى يتناول قصة شقيقين يحاولان البحث عن فرصة عمل، وخلال رحلة البحث يواجهان العديد من المواقف الكوميدية عندما يعملان في مهن لا يعرفان عنها شيئًا.